# Aeroporto de Paris-Le Bourget
O Aeroporto de Paris-Le Bourget (em francês: Aéroport de Paris-Le Bourget)(IATA: LBG, ICAO: LFPB) é um aeroporto francês, localizado em Le Bourget, perto de Paris.

## História
A aviação comercial começou a utilizá-lo em 1919 e, até a construção do Aeroporto de Paris-Orly, foi o único aeroporto de Paris. Mas em 1977, pela proximidade com o Aeroporto de Paris-Charles de Gaulle, inaugurado 4 anos antes, o Aeroporto Le Bourget foi fechado para voos internacionais e, em 1980, para voos domésticos. Desde então, só voos particulares e executivos são permitidos.
Há no aeroporto uma estátua comemorativa de Raymonde de Laroche, a primeira mulher a possuir licença de piloto. Há ainda um monumento em homenagem a Lindbergh, Nungesser e Coli.

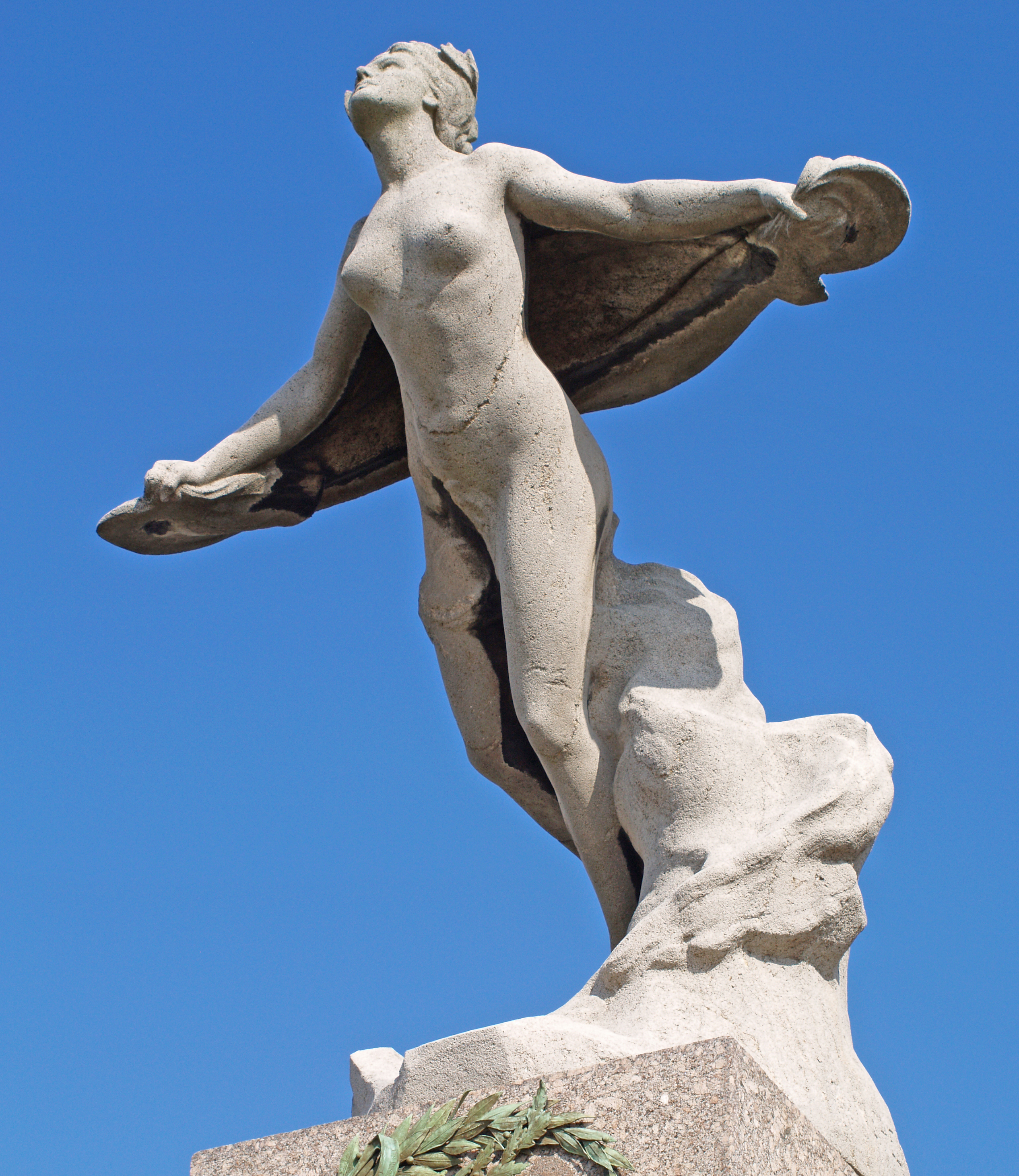
Estátua comemorativa pelos esforços de Charles Nungesser, Francois Coli, e Charles Lindbergh, instalada em 1929 na entrada do aeroporto.